# Melanoplus herbaceus
Melanoplus herbaceus är en insektsart som beskrevs av Bruner, L. 1893. Melanoplus herbaceus ingår i släktet Melanoplus och familjen gräshoppor. Inga underarter finns listade i Catalogue of Life.